# El Higo (municipalité)
La municipalité d'El Higo est l'une des 212 municipalités de l'État de Veracruz, et est située dans la partie nord de cet État. Située à l'ouest du golfe du Mexique, elle appartient à sa plaine côtière, ainsi qu'au bassin versant du fleuve Río Pánuco, dont elle est riveraine. Elle est limitrophe à l'ouest de l'État de San Luis Potosí. Son chef-lieu est la ville éponyme d'El Higo. Elle dépend de la région Huasteca Alta, du nom du peuple des Huaxtèques qui y est établi, et est une des 10 subdivisions administratives de l'État de Veracruz.

## Géographie
La municipalité d'El Higo est bordée à l'ouest par le fleuve Río Pánuco, puis par son prolongement, le Río Moctezuma, tandis qu'à la hauteur de la ville d'El Higo, le Río Tempoal conflue avec le Río Moctezuma. Elle fait partie de la plaine côtière du golfe du Mexique, avec une altitude oscillant entre 10 et 70 mètres. Son chef-lieu, la ville éponyme d'El Higo, se trouve sur la rive orientale du Río Moctezuma. Son territoire couvre une superficie de 391,73 km², et était peuplé en 2020 de 19 402 habitants.
Cette municipalité est limitrophe au nord et à l'ouest de celle de Pánuco, à l'ouest, dans l'État de San Luis Potosí, de celle de San Vicente Tancuayalab, et au sud, dans l'État de Veracruz, de celle de Tempoal.

## Composition et démographie
La municipalité était composée en 2010 de 173 localités.
| Localité             | Population |
| -------------------- | ---------- |
| El Higo              | 8 045      |
| El Pueblito          | 1 142      |
| El Hoxton            | 683        |
| Bellavista (Palmira) | 669        |

En plus de l'espagnol, plusieurs langues amérindiennes sont parlées dans la municipalité, dont les principales sont par ordre d'importance : le nahuatl et le huastèque.

## Histoire
La ville d'El Higo était à l'origine une hacienda, dont les terres furent défrichées à la fin du XIXe siècle par des populations indigènes. Au début du XXe siècle, une usine de raffinage du sucre y fut bâtie.
En 1915 a ouvert la première école municipale d'El Higo, tandis que des routes en terre ont été tracées en 1935, et que la ville naissante fut reliée à l'électricité en 1959.
En 1988, El Higo devient une municipalité autonome, et est détachée du territoire de la municipalité de Tempoal.